# ʻAkilisi Pohiva
ʻAkilisi Pohiva   (Fakakakai, 7 d'abril de 1941 - Auckland City Hospital, 12 de setembre de 2019) va ser un polític tongà. Va ser dirigent del Partit Democràtic de Tonga i va servir com a Primer ministre de Tonga entre 2014 i 2019. És el primer comú a ser Primer ministre.